# Камфоросма
Камфоросма (лат. Camphorosma, от лат. camphora — камфора и др.-греч. ὀσμή — запах) — род растений семейства Амарантовые (Amaranthaceae), распространённый в Евразии и Северной Африке.

## Ботаническое описание
Однолетние травы, полукустарнички, или полукустарники, опушенные простыми волосками. Листья очерёдные, шиловидные или линейно-нитевидные, до 2 мм шириной.
Цветки обоеполые, четырёхчленные, собраны в колосовидные соцветия. Околоцветник бокаловидный, листочков 4, более чем на половину сросшихся. Тычинок 4, пыльники продолговато-овальные. Стилодии в основании срастаются в столбик. Плод вертикальный, зародыш подковообразный.

## Виды
Род включает 7 видов:
- Camphorosma annua Pall. — Камфоросма однолетняя
- Camphorosma lessingii Litv. — Камфоросма Лессинга
- Camphorosma monandra Bunge ex Boiss.
- Camphorosma monspeliaca L. typus — Камфоросма монпелийская, или Камфоросма марсельская
- Camphorosma persepolitana Gand.
- Camphorosma polygama Bunge ex Boiss.
- Camphorosma songorica Bunge — Камфоросма джунгарская